# Bančići (Republika Serbska)
Bančići (cyr. Банчићи) – wieś w Bośni i Hercegowinie, w Republice Serbskiej, w gminie Ljubinje. W 2013 roku liczyła 37 mieszkańców.